# Jak oni śpiewają (singel Artura Chamskiego)
Jak oni śpiewają – singiel Artura Chamskiego, wydany 29 grudnia 2008 nakładem wytwórni GM Records za zwycięstwo aktora w finale czwartej edycji programu Jak oni śpiewają telewizji Polsat.
Na singlu znalazło się pięć piosenek: utwór „Kilka słów”, skomponowany przez Pawła Rurala-Sokala, oraz dwie piosenki, które wykonywał w programie Jak oni śpiewają, wraz z remiksami – „Na jednej z dzikich plaż” zespołu Rotary i „Ai no corrida” Quincy’ego Jonesa.
W 2009 do singla „Kilka słów” nagrany został teledysk. Z piosenką zajął trzecie miejsce w koncercie Piosenka dla Europy 2009, będącym krajowymi eliminacjami do 54. Konkursu Piosenki Eurowizji w Moskwie.

## Lista utworów
1. „Kilka słów” – 3:22
2. „Na jednej z dzikich plaż” – 3:54 (oryginalne wykonanie: Rotary)
3. „Ai no corrida” – 2:35 (oryginalne wykonanie: Quincy Jones)
4. „Na jednej z dzikich plaż” (Disco mix) – 3:53
5. „Ai no corrida” (House disco mix) – 3:35